# Le Vecteur Moscou
Le Vecteur Moscou (The Moscow Vector) est un thriller d'espionnage de Robert Ludlum coécrit par Patrick Larkin (États-Unis) paru en 2005. Ce roman fait partie de la série nommée "Réseau Bouclier" dont le personnage principal se nomme Jonathan "Jon" Smith.

## Résumé
Bien décidés à reconstituer leur empire éclaté, les dirigeants toujours autoritaires de la Russie préparent une campagne militaire éclair qui doit déferler sur l'Ukraine, la Géorgie, l'Azerbaïdjan et plusieurs autres ex-Républiques soviétiques. Pour réussir cette entreprise téméraire, les Russes doivent d'abord semer la confusion dans les rangs de leurs ennemis, affaiblir leur commandement militaires et leur gouvernement civil.
C'est dans ce but qu'ils se tournent vers Konstantin Malkovic, un des hommes les plus riches et les plus puissants du monde, le seul capable de leur fournir les moyens de réaliser leur projet. Avec peu d'indices et moins de temps encore, le Réseau Bouclier et Jon Smith doivent trouver le moyen d'arrêter cette conspiration meurtrière.